# Agrupación Deportiva Alcorcón
 (novembre 2022).
Si vous disposez d'ouvrages ou d'articles de référence ou si vous connaissez des sites web de qualité traitant du thème abordé ici, merci de compléter l'article en donnant les références utiles à sa vérifiabilité et en les liant à la section « Notes et références ».
Maillots
Actualités
L'Agrupación Deportiva Alcorcón est un club de football espagnol basé à Alcorcón.

## Histoire
| \| Alcorcón \| Emplacement de Alcorcón, en Espagne. |
| Alcorcón                                            |

Lors de la saison 2008-09, le club joue pour la première fois les play-offs permettant la promotion en Segunda División (D2) mais s'incline en finale face au Real Unión de Irún.
Un an après la défaite en finale des play-offs, le club entraîné par Juan Antonio Anquela réussit à monter en Segunda División le 20 juin 2010 pour la première fois de son histoire en s'imposant, au total, 4-3 face à l'Ontinyent CF. Lors de cette même saison 2009-2010, Alcorcón élimine le Real Madrid de la Coupe d'Espagne (victoire 4 à 0 lors du match aller). Ce succès face au Real est connu en Espagne comme l'Alcorconazo ("le coup d'Alcorcón").
Lors de la saison 2010-2011 du Segunda División, l'objectif du club était d'éviter la relégation, l'objectif fut accompli, et plus, le club a été une révélation en terminant neuvième, à 9 points des play-offs permettant la promotion en Liga BBVA, de plus la "fiebre amarilla" a réussi l'exploit de s'imposer face à son éternel rival, le Rayo Vallecano, 2 à 0, lors de la sixième journée.
Arrive la saison 2011-2012, l'objectif reste le même c'est-à-dire le maintien, mais cette fois-ci l'AD Alcorcón surprend en se qualifiant pour les play-offs, à noter que le club a battu le Deportivo La Corogne 4-0 (champion de cette édition), là encore, lors de la sixième journée.
En se qualifiant pour les play-offs, le club espère monter en Liga BBVA, un rêve qui peut devenir réel puisque l'AD Alcorcón passe les demi-finales face au Hércules CF, mais qui se brisera contre le Real Valladolid.
Lors de la saison 2016-2017, le club se qualifie pour la première fois de son histoire en quart de finale de la Coupe du Roi, après avoir, notamment, éliminé l'Espanyol de Barcelone en seizième de finale. Son parcours s'arrêtera en quart, en s'inclinant 2-0 sur l'ensemble des deux matchs, contre le Deportivo Alavés. En championnat, le club échappe de peu à la relégation, en terminant à la 18e place, à deux points de la zone de relégation.
Le 16 avril 2022, le club est relégué en troisième division après une défaite 3 buts à 1 contre le FC Cartagena, mettant fin à 12 saisons consécutives en deuxième division.
Le retour en troisième division, devenue Primera Federación, est de courte durée, puisqu'après avoir terminé 2e de son groupe à 1 point de la promotion directe, le club se qualifie pour les play-offs. En demi-finale, Alcorcón élimine la Real Sociedad B, en s'imposant 3-2 sur l'ensemble des deux matchs. En finale, le club est opposé au CD Castellón pour espérer retourner en deuxième division, ce sera chose faite, le 24 juin 2023, puisque le club s'impose 2-1 au match retour, après un score nul et vierge à l'aller, qui marque son retour dans l'antichambre de LaLiga, un an, seulement, après l'avoir quitté.
Le 26 mai 2024, le club est à nouveau relégué en troisième division, un an après l'avoir quitté, après son nul 2 buts partout contre le Levante UD.

## Saisons
| Niveau | Catégorie                        | Nombre de saisons | Première saison | Dernière saison | Total de saisons |
| ------ | -------------------------------- | ----------------- | --------------- | --------------- | ---------------- |
| 1er    | Primera División                 | 0                 | Jamais          | Jamais          | 0                |
| 2e     | Segunda División                 | 13                | 2010-2011       | 2023-2024       | 13               |
| 3e     | Segunda División B (1977-2021)   | 10                | 2000-2001       | 2009-2010       | 12               |
| 3e     | Primera Federación (depuis 2021) | 2                 | 2022-2023       | 2024-2025       | 12               |
| 4e     | Tercera División                 | 15                | 1977-1978       | 1999-2000       | 15               |

## Identité visuelle

Ancien logo.
Logo actuel.

## Joueurs et personnalités du club

### Présidents
Le tableau suivant présente la liste des présidents du club depuis 1971.
| Rang | Nom                          | Période   |
| ---- | ---------------------------- | --------- |
| 1    | Dionisio Muñoz Jerez         | 1971-1976 |
| 2    | José Barroso Hernández       | 1976-1980 |
| 3    | Francisco R. Santacruz Pérez | 1980-1983 |
| 4    | Diego Manzanares             | 1983-1987 |
| 5    | Valentín Sinovas Navarro     | 1987-1989 |

| Rang | Nom                          | Période   |
| ---- | ---------------------------- | --------- |
| 6    | Diego Manzanares             | 1989-1991 |
| 7    | Ángel Rubio Martín Del Campo | 1991-1993 |
| 8    | Ángel Carrasco               | 1993      |
| 9    | Justo Romero                 | 1993-1994 |
| 10   | Pedro Moreno                 | 1994-1998 |

| Rang | Nom                   | Période   |
| ---- | --------------------- | --------- |
| 11   | Esteban Márquez Ponce | 2008-2010 |
| 12   | Julián Villena Benito | 2010-2014 |
| 13   | Roland Duchâtelet     | 2014-2015 |
| 14   | Ignacio Legido        | 2016-     |

### Entraîneurs
Le tableau suivant présente la liste des entraîneurs du club depuis 1971.
| Rang | Nom                             | Période   |
| ---- | ------------------------------- | --------- |
| 1    | Diego Manzanares                | 1971-1973 |
| 2    | Bernabé Santacruz               | 1973-1974 |
| 3    | José Joaquín González de Campos | 1974-1976 |
| 4    | Jesús Güemes                    | 1976-1982 |
| 5    | José Díaz Pablo                 | 1982-1986 |
| 6    | Antonio Carrasco                | 1986-1987 |
| 7    | Ángel Sierra                    | 1987      |
| 8    | José Luis García Alvarado       | 1987-1988 |
| 9    | Gregorio Serrano                | 1988-1989 |
| 10   | José Díaz Pablo                 | 1989-1990 |
| 11   | Antonio Carrasco                | 1990-1991 |
| 12   | Felipe Prieto Delcamp           | 1991-1992 |
| 13   | Juan Clemente                   | 1992-1993 |

| Rang | Nom                       | Période   |
| ---- | ------------------------- | --------- |
| 14   | Julián Gil                | 1993-1994 |
| 15   | Rafael Juanes             | 1994      |
| 16   | Luis Cassy                | 1994-1995 |
| 17   | Vicente González-Villamil | 1995      |
| 18   | Víctor Parra              | 1995-1998 |
| 19   | Luis Carlos López         | 1998      |
| 20   | José Díaz Pablo           | 1998-2000 |
| 21   | Enrique Herráiz           | 2000-2001 |
| 22   | Manuel García Calderón    | 2001-2002 |
| 23   | Paco Parreño              | 2002      |
| 24   | Manolo Romero             | 2002      |
| 25   | Raúl González             | 2002-2005 |
| 26   | David Gordo               | 2005-2006 |

| Rang | Nom                    | Période        |
| ---- | ---------------------- | -------------- |
| 27   | Raúl González          | 2006-2007      |
| 28   | Óscar Garro            | 2007-2008      |
| 29   | Manolo Cano (intérim)  | 2008           |
| 30   | Juan Antonio Anquela   | 2008-2012      |
| 31   | José Bordalás          | 2012-2013      |
| 32   | Miguel Álvarez         | 2013-2014      |
| 33   | José Bordalás          | 2014-2015      |
| 34   | Juan Ramón López Muñiz | 2015-2016      |
| 35   | Cosmin Contra          | 2016-oct. 2016 |
| 36   | Julio Velázquez        | oct. 2016-2018 |
| 37   | Cristóbal              | 2018-          |